# Fundacja Kwiaty Polskie
Fundacja Kwiaty Polskie – gdańska fundacja zajmująca się 
działaniami na rzecz osób niepełnosprawnych i pomocą społeczną - rodzinom i osobom w trudnej sytuacji życiowej z tytułu choroby dzieci lub niewydolności socjalnej.
Fundacja istnieje od lutego 2005. Jej powstanie było formą ujęcia w ramy organizacyjne wieloletniej aktywności pomocowej grupy przyjaciół z trójmiejskiego środowiska małego biznesu. Fundacja od chwili powstania posiada status organizacji pożytku publicznego.
Fundacja jest inicjatorem szeregu przedsięwzięć na rzecz doraźnej i długofalowej pomocy osobom niepełnosprawnym, skrajnie ubogim i niezaradnym życiowo. Od roku 2007 Fundacja skoncentrowała swoją aktywność statutową na pomocy rodzinom z dziećmi dotkniętymi porażeniem mózgowym, dysfunkcją narządów ruchu i cukrzycą. Nadal wspomagane są rodziny o niskim statusie ekonomicznym i socjalnym.
Na stałe pod opieką Fundacji znajduje się ponad 200 rodzin.
Dla swych podopiecznych FKP zorganizowała – w Jastrzębiej Górze i Gostomiu – wypoczynek letni połączony z rehabilitacją dla 75 dzieci z różnymi dysfunkcjami.
Podopieczni Fundacji uczestniczą w cyklicznych weekendowych wyjazdach terapeutyczno-rehabilitacyjnych do nadmorskich miejscowości wypoczynkowych.
W przeszłości Fundacja Kwiaty Polskie była edytorem poradników dla ludzi bezdomnych i bezrobotnych. Na terenie 10. największych w Polsce dworców kolejowych FKP kolportowała ulotki informacyjne o formach pomocowych na rzecz ludzi bezdomnych. Fundacja uruchomiła alarmowy telefon informacyjny dla ludzi bezdomnych. Fundacja jest inicjatorem projektu "Imienna Karta Usług Socjalnych" dla ludzi bezdomnych. Realizacja tego projektu miała miejsce na przełomie listopada i grudnia 2005 roku. Celem tego przedsięwzięcia było zebranie dokładnych danych statystycznych o bezdomnych w regionie w porównawczym odniesieniu do skali ogólnopolskiej.
Pod patronatem Fundacji, w okresie przedświątecznym pod hasłem "Bank chleba", organizowane są zbiórki i dystrybucja artykułów żywnościowych z przeznaczeniem dla najuboższych mieszkańców Trójmiasta.

## Laur Stokrotek Dobroci
Laur Stokrotek Dobroci to honorowe wyróżnienie, które ustanowiła Fundacja Kwiaty Polskie, nadając je decyzją swej kapituły osobom szczególnie zasłużonym w dziele pomocy ludziom pozostającym w trudnym położeniu. Dotychczas Laur Stokrotek Dobroci otrzymali: 
- Adam Nyk
- Janusz Śniadek
- Jan Krzysztof Bielecki
- Krzysztof Janik
- Marian Krzaklewski
- Gabriela Nawrot
- Marek Goliszewski

Laurem Stokrotek Dobroci wyróżniane są także organizacje i stowarzyszenia, których aktywność statutowa jest tożsama z profilem działalności Fundacji Kwiaty Polskie.